# توماس ستايتز
توماس ستايتز (بالإنجليزية: Thomas A. Steitz)‏ هو عالم أمريكي حصل على جائزة نوبل في الكيمياء عام 2009 بالاشتراك مع مواطنه (ذي الأصول الهندية) فينكاترامان راماكريشنان والإسرائيلية أدا يوناث وذلك لأبحاثهم في تركيب ووظائف الريبوسوم.
ولد ستايتز عام 1940 وحصل على درجة البكالوريوس في الكيمياء من كلية لورنس في أبلتون بولاية ويسكونسن الأمريكية، ثم درجة الدكتوراه في البيولوجيا الجزيئية والكيمياء الحيوية من جامعة هارفارد. وبعد عام قضاه في هارفارد بعد حصوله على الدكتوراه، انتقل إلى مختبر البيولوجيا الجزيئية التابع لمجلس الأبحاث الطبية في كامبردج ببريطانيا، بعدها انتقل إلى جامعة ييل الأمريكية.
حصل ستايتز على جائزة فايزر من الجمعية الكيميائية الأمريكية، وجائزة لويس روزنتال للأبحاث المتميزة في العلوم الطبية الأساسية، كما حصل عام 2001 على جائزة نيوكومب كليفلاند من الجمعية الأمريكية لتقدم العلوم، وجائزة لوتشيا بريجز للإنجاز المتميز من جامعة لورنس، جائزة كيو للعلوم الطبية عام 2006، وجائزة جيردنر الدولية عام 2007، وأخيراً جائزة نوبل للكيمياء لعام 2009.

## روابط خارجية
- توماس ستايتز على موقع الموسوعة البريطانية (الإنجليزية)
- توماس ستايتز على موقع مونزينجر (الألمانية)
- توماس ستايتز على موقع إن إن دي بي (الإنجليزية)